# خوليان روميا
خوليان روميا (بالإنجليزية: Julián Romea)‏ (16 فبراير 1813 في مرسية - 10 أغسطس 1868 في ويتشيس) ممثل، وكاتب من إسبانيا.